# Kabupaten Pakpak Bharat
Kabupaten Pakpak Bharat är ett kabupaten i Indonesien.   Det ligger i provinsen Sumatera Utara, i den västra delen av landet, 1 400 km nordväst om huvudstaden Jakarta. Antalet invånare är 40 505.